# 鶴舞車站
鶴舞車站（日语：／ Tsurumai eki */?）是位於愛知縣名古屋市中區千代田，本站為東海旅客鐵道（JR東海）中央本線與名古屋市營地下鐵鶴舞線之車站。在鶴舞線中的車站編號為T10。

## 車站結構

### 東海旅客鐵道
2面2線之對向式月台的高架車站。在過去為只有慢車才會停靠的一站而已，在1999年12月時班次修改之後，快車也終於在本站停靠。本站共有2處出入口，一為南側之「公園口」與北側之「名大醫院口」。
月台之有効長度為12節車廂編制。列車停車時皆以公園口為準停靠，因此距離名大病院口有一段距離。離公園口較近之月台上方有設置屋簷（約6節車廂長度）與列車行進電子告示板。而靠近名大病院口處未停靠之部分，則因月台高度並未加高，所以大約矮20公分左右。
本站由東海交通事業的站務員來執勤，屬於「委外營運車站」，由金山站來管理本站。另外，本站屬於JR之特定都區市內制度的「名古屋市內」站。

#### 月台配置
| 月台 | 路線     | 方向 | 目的地             |
| ---- | -------- | ---- | ------------------ |
| 1    | 中央本線 | 下行 | 多治見、中津川方向 |
| 2    | 中央本線 | 上行 | 名古屋方向         |

### 名古屋市營地下鐵
2面2線之側式月台的地下車站。雖只有1處剪票口，但共有6個出入口。通往地面的電梯則設置在靠近JR鶴舞站1座之外，和1座直接通往地面上之行人天橋。在未來有計畫預定本站為金山線之中途站。

#### 月台配置
| 月台 | 路線   | 目的地                           |
| ---- | ------ | -------------------------------- |
| 1    | 鶴舞線 | 八事、赤池、豐田市方向           |
| 2    | 鶴舞線 | 上前津、伏見、上小田井、犬山方向 |

## 使用情況
| 年度               | JR                | 地下鐵            |
| 年度               | 上車人次（人/日） | 上車人次（人/日） |
| ------------------ | ----------------- | ----------------- |
| 1999年（平成11年） | 20,505            | 12,434            |
| 2000年（平成12年） | 20,680            | 12,469            |
| 2001年（平成13年） | 20,768            | 12,616            |
| 2002年（平成14年） | 20,512            | 12,832            |
| 2003年（平成15年） | 20,304            | 12,580            |
| 2004年（平成16年） | 20,097            | 11,794            |
| 2005年（平成17年） | 20,117            | 11,975            |
| 2006年（平成18年） | 20,319            | 12,388            |
| 2007年（平成19年） | 20,903            | 12,589            |
| 2008年（平成20年） | 21,424            | 12,834            |
| 2009年（平成21年） | 21,552            | 12,778            |
| 2010年（平成22年） | 21,123            | 12,540            |
| 2011年（平成23年） | 20,980            | 12,182            |
| 2012年（平成24年） | 20,115            | 12,647            |
| 2013年（平成25年） | 19,747            | 12,970            |
| 2014年（平成26年） | 19,448            | 13,140            |
| 2015年（平成27年） | 19,655            | 13,733            |
| 2016年（平成28年） | 19,989            | 14,312            |
| 2017年（平成29年） | 19,892            | 14,234            |
| 2018年（平成30年） | 20,203            | 14,547            |

## 相鄰車站
東海旅客鐵道（JR東海）
 中央本線
- 「Home Liner瑞浪」停車站

■快速、■普通
千種（CF03）－鶴舞（CF02）－金山（CF01）
名古屋市營地下鐵
 鶴舞線
上前津（T-09）－鶴舞（T-10）－荒畑（T-11）

## 外部連結
- 鶴舞 - 東海旅客鐵道
- 鶴舞 - 名古屋市交通局